# Menahem Azariah da Fano
Menahem Azariah da Fano (souvent appelé Fano), né à Fano dans les Marches en 1548, mort à Mantoue en 1620, est un rabbin, talmudiste et kabbaliste italien. 

## Biographie
Disciple de Moïse Cordovero, il offre 1000 sequins à sa veuve pour obtenir les manuscrits de son mari. Dès son jeune âge, il est remarqué pour son savoir comme le montre le fait que Moïse Cordovero (mort en 1570) lui adresse une copie de son ouvrage Pardes Rimmonim. Un autre des professeurs de Fano est Ismael Ḥanina ben Mordecai de Valmontone. Durant sa vie, Fano favorise l'étude en prenant par exemple à sa charge la publication de l'ouvrage de Joseph Caro Kesef Mishné, un commentaire du Mishné Torah de Maïmonide. Fano vit quelque temps à Reggio d'Émilie où il attire de nombreux élèves italiens et allemands, qui l'estimaient beaucoup pour son savoir et son caractère.

## Œuvres
Fano est un talmudiste reconnu qui a laissé un recueil de responsa de 130 chapitres consacrés à la loi (religieuse) et au rituel. Il se distingue par la précision du style et par l'indépendance d'esprit de son auteur, par rapport aux autorités rabbiniques de l'époque. Il peut même faire des choix opposés à ceux de Joseph Caro (cf chapitre 32) et suggérer des évolutions du rituel (cf chapitre 25). Nous disposons encore d'un manuscrit d'une compilation par Fano du Sefer Ha-halachot du rabbin Alfassi et il a écrit 24 traités kabbalistiques dont certains ont été imprimés au XVIIe siècle.  
Ces traités sont fondés sur des sermons prononcés les jours de fête, particulièrement à Roch Hachana, et ne sont pas dénués d'originalité. Ainsi remarque-t-il que les interdictions de la Torah sont toujours exprimées au futur (par exemple « Tu n'auras pas d'autres dieux » ou « tu ne te prosterneras pas devant d'autres dieux », ce qui signifie pour lui : « Je sais que tu ne seras pas coupable de telles choses puisque la nature humaine ne les permet pas et que si on commet un péché, cela ne peut être qu'un épisode transitoire. ». Inversement, les commandements positifs sont exprimés à l'impératif (par exemple, « souviens-toi ») parce qu'il n'y rien de nouveau dans ces commandements et que les bons instincts qui ont toujours été en toi, ont seulement besoin d'être réveillés et développés. Ceci reflète son optimisme et sa nature conciliante qui lui attiraient la sympathie de tous.

## Sources
- Cet article est en grande partie le résultat de la traduction ou de l'adaptation de l'article Menahem Azaria da Fano du Wikipedia en anglais.
- Cet article contient des extraits de l'article « Fano » par Richard Gottheil, Isidore Singer, Umberto Cassuto, Ismar Elbogen, Solomon Schechter, M. Seligsohn et A. Kaminka de la Jewish Encyclopedia de 1901–1906 dont le contenu se trouve dans le domaine public.